# Nacionalismo curdo
O Nacionalismo curdo é uma ideologia nacionalista e um movimento político e social cuja premissa central é a autodeterminação do povo curdo e sua soberania na região que habita historicamente, chamada de Curdistão,localizada entre os atuais Estados do Irã, Iraque, Síria e Turquia. O sentimento nacionalista curdo tem suas origens no Império Otomano, no qual o povo curdo representava um grupo étnico significativo. Após a separação do Império Otomano, as áreas ocupadas por populações de origem curda foram então divididas entre os Estados recém formados da Turquia, Iraque e Síria, de modo que os curdos tornaram-se minorias étnicas dentro desses países. Atualmente, o Curdistão é um dos exemplos mais significativos, em termos populacionais, de nação sem estado.
Ao longo do século XX, o movimento nacionalista curdo foi duramente reprimido pelos Estados onde atualmente se encontram as regiões reivindicadas para a formação de um Estado independente curdo. Em 1931, o exército turco derrotou a República de Ararate, um Estado curdo autoproclamado em 1927, na região sudeste da Turquia. Atualmente a Turquia também é palco de conflitos entre o exército turco e grupos rebeldes curdos encabeçados pelo PKK (em curdo: Partiya Karkerên Kurdistan, em português: Partido dos Trabalhadores do Curdistão). Na década de 80, curdos iraquianos foram as principais vítimas da Operação Anfal, uma campanha de genocídio conduzida pelo regime de Saddam Hussein que resultou em cerca de 180 mil mortos.

## Histórico

### Origens do Movimento Nacionalista Curdo
Apesar de nunca terem constituído um estado independente, os curdos desfrutaram de relativa autonomia até 1639. Neste ano, o Curdistão é repartido entre os Impérios Persa e Otomano, pelo Tratado de Zuhab.
A ideia de Estado-nação, nascida com a Revolução Francesa, ecoou no século XIX entre os curdos. Na década de 1830, o príncipe de Rawandiz lutou contra o domínio otomano, com a ideia de unificar o Curdistão. A partir daí, diversas outras revoltas curdas acontecem pelo Império Otomano ao longo do século, sendo sempre sufocadas pelos turcos.
O sentimento nacionalista curdo ganha notoriedade novamente ao fim do século XIX, com a rebelião do líder religioso Sheikh Ubeydullah contra otomanos e iranianos em 1880. Embora sufocada, essa revolta fez florescer o sentimento curdo de aspiração à formação de uma nação própria, retomando os ideais de escritores curdos dos séculos XVI e XVII, como Ehmedê Xanî e Sharaf Khan Bidlisi, que abordavam a história curda e a subjugação do povo curdo pelos otomanos e safávidas, no período que marca o surgimento de uma identidade curda com semelhanças pontuais ao nacionalismo moderno.
Ao final do século XIX e início do século XX, o movimento nacionalista curdo ainda era recebido de maneira ambígua por parte da população. Alguns curdos buscavam uma solução que mantivesse a população curda dentro dos limites do Império Otomano, por conta de preocupações de cunho econômico, político ou religioso. Outros grupos, em especial aqueles que residiam longe de centros mais populosos, simplesmente desconheciam ou não se sentiam afetados pelo movimento nacionalista.
As pretensões nacionalistas curdas ganham força novamente após o colapso do Império Otomano no início do século XX, por meio do estabelecimento da Sociedade para Ascensão e Progresso do Curdistão, uma organização interessada na fundação de um Estado curdo independente ao leste do território turco. Anunciada oficialmente em 1918, a Sociedade justificava formalmente a instauração de um Estado autônomo ou independente para o povo curdo com base no texto dos Quatorze Pontos de Woodrow Wilson e na assinatura do Tratado de Sèvres. Em suma, esse movimento foi capaz de mobilizar a herança cultural e língua dos curdos para então estabelecer um movimento político nacionalista étnico.

### Império Otomano
Durante boa parte do século XIX, o Império Otomano passa por um período de reformas conhecido como Tanzimat, visando a modernização do Império e uma maior centralização política. Com o objetivo de barrar a ascensão de movimentos nacionalistas conflitantes e sua potencial ameaça à integridade do Estado, esse período de subjugação étnica possibilitou o fortalecimento de um nacionalismo turco-otomano mais expansionista e dominante, em comparação com períodos anteriores. Frente a essa postura do Estado otomano, os curdos foram capazes de preservar, em maior grau, a autonomia de seus líderes locais e a reprodução de sua cultura. Isso ocorreu em parte por conta de sua localização geográfica, em uma região montanhosa de difícil acesso ao sul e à leste do centro do Império, o que forçava os agentes otomanos a buscar conciliações informais com as lideranças locais. 
No século seguinte, o Império Otomano é palco da Revolução dos Jovens Turcos, que culmina em novas reformas e abre caminho para a afirmação de uma identidade turca, acompanhada de campanhas de perseguição política contra as minorias étnicas dentro do Estado, dessa vez atacando de maneira mais significativa a autonomia curda. Contudo, essas reformas constitucionais voltadas para a exaltação do nacionalismo turco dentro do território otomano inspiraram nos curdos um novo movimento de resistência. Como resposta, muitos curdos se mobilizaram em diferentes organizações voltadas para a educação em idioma curdo e a popularização de trabalhos literários que representavam os costumes e o folclore curdo, contribuindo para aflorar o sentimento nacional em uma parte da população antes desmobilizada e pouco engajada com a formação de uma identidade cultural própria. 

### A Primeira Guerra Mundial e a Conferência de Paz de Paris (1919)
A localização geográfica de grande parte das populações curdas, sobretudo próximo às fronteiras do Império Otomano, fez dos curdos vítimas diretas do fogo cruzado nos combates entre russos e otomanos durante a Primeira Guerra Mundial. Enquanto elites e lideranças curdas buscavam, sem muito sucesso, tecer alianças com russos e britânicos em prol do reconhecimento do Estado do Curdistão, as populações locais eram alvo de saques e massacres conforme russos, seus aliados armênios, e otomanos alternavam suas posições de controle na região. Os grandes números de baixas e migrações forçadas, bem como a destruição de províncias reforçaram para os curdos a necessidade do estabelecimento de seu Estado próprio, com direito à autonomia e fronteiras formalmente delimitadas.
Após o fim da guerra, lideranças nacionalistas curdas elegeram o General Serif Pasha como seu representante na Conferência de Paz de Paris. Para os curdos, a Conferência de Paris representava uma oportunidade concreta para o estabelecimento de uma nação própria com limites formalmente estabelecidos, motivados especialmente pelo discurso idealista do então presidente dos Estados Unidos, Woodrow Wilson, que defendia no décimo segundo de seus notórios quatorze pontos a “Independência para a Turquia e autogoverno limitado para as outras nacionalidades até então vivendo sob o Império Otomano”. Serif Pasha optou por negociar com o representante da delegação armênia, Bughos Nubar, de modo que as delegações apoiaram ambas demandas por independência de maneira conjunta, apesar de discordâncias mútuas sobre a soberania de parte dos territórios em questão. O otimismo curdo ganhava força com a assinatura do Tratado de Sèvres entre os Aliados e o Império Otomano em 1920, que acordava a fragmentação oficial do Império Otomano e dividiria partes de seu território entre França, Reino Unido, Grécia e Itália, além de estabelecer zonas de ocupação dedicadas ao estabelecimento de Estados próprios para a Armênia e o Curdistão. 
Os termos do Tratado de Sèvres não seriam bem recebidos pelos nacionalistas turcos, que já tomavam parte em confrontos contra as forças aliadas desde maio de 1919, poucos meses após a rendição do Império Otomano. Com a assinatura do acordo, as forças nacionalistas turcas intensificaram sua resistência contra os exércitos que ocupavam o território otomano desde o fim da Primeira Guerra, dando origem à Guerra de Independência da Turquia. Em 1923 ocorre a assinatura do Tratado de Lausanne, efetivamente anulando o Tratado de Sèvres, reconhecendo a legitimidade do Estado da Turquia, e indiretamente postergando o estabelecimento de um Estado curdo. Nesse novo acordo são demarcadas as fronteiras do Estado turco, que abre mão da posse das províncias árabes do antigo Império Otomano, bem como das ilhas do Chipre e do Dodecaneso, ao passo que os Aliados renunciam às suas reivindicações para o estabelecimento de territórios autônomos para armênios e curdos, concedendo à Turquia autoridade sobre esses territórios. O território do Curdistão previsto pelo Tratado de Sèvres é então dividido entre Turquia, Irã, Iraque e Síria. Para alguns representantes do movimento nacionalista curdo, a assinatura do Tratado de Lausanne marca o fim do período histórico mais propício para o estabelecimento de uma nação curda, fato até hoje lamentado por curdos ao redor do mundo.

### Século XX
Ao fim de 1925, a terra dos curdos, conhecida desde o século XII como Curdistão, vê-se dividida entre quatro países. E, pela primeira vez ao longo da história, também foi privada de sua autonomia cultural.
Em 1927, curdos da região do Monte Ararate proclamaram uma república independente, durante uma onda de revolta entre os curdos no sudeste da Turquia. O exército turco, posteriormente, esmagou a República de Ararate, em setembro de 1930.
Durante a Segunda Guerra, os curdos sob domínio do Irã empreendem uma luta armada pela sua independência, e chegam a criar a efêmera República de Mahabad em 1946, estado que foi reconhecido pela União Soviética, mas logo revertido ao domínio iraniano. Desde então, movimentos separatistas curdos são constantemente reprimidos com violência nos quatro países que compreendem o território do Curdistão.
Até meados da década de 80, foram observados dois modos distintos de integração das comunidades curdas dentro dos Estados onde habitavam. No Irã e Iraque o espaço político era relativamente aberto, oferecendo aos curdos uma chance de participação no processo político. Graças a esse Estado de legitimidade conferido às elites nacionalistas curdas, se iniciam processos para o desenvolvimento de instituições nacionalistas, bem como de canais abertos para a negociação entre o Estado e grupos étnicos minoritários. Em contraste, o cenário na Turquia era de exclusão absoluta dos curdos na política, efetivamente barrando o desenvolvimento formal de elites e instituições curdas, assim fomentando a hostilidade contínua entre a posição central do Estado e as periferias curdas. Contudo, o panorama de exclusão e hostilidade na Turquia não é capaz de evitar a ascensão do ativismo político entre populações curdas, culminando em um conflito armado de longa duração entre rebeldes curdos e as forças armadas turcas. Com as transformações políticas observadas no Irã e Iraque ao final do século XX, esses Estados passaram a adotar progressivamente um modelo de enfrentamento mais próximo daquele observado na Turquia, sob o pretexto de defesa da integridade nacional.

### Século XXI
Com a Guerra Civil Síria e o avanço do Estado Islâmico na Síria e no Iraque, o movimento nacionalista curdo é novamente exposto à conflitos armados em larga escala. O vácuo de poder causado pelo enfraquecimento dos Estados sírio e iraquiano desencadeou por parte de grupos políticos curdos um movimento de tomada de poder e estabelecimento de territórios autônomos governados por alianças políticas como o Conselho Nacional Curdo e o Partido Democrático do Curdistão, que operam com liberdades limitadas e sem o reconhecimento formal de outros países. Grupos políticos curdos buscaram fazer uso desse novo contexto político regional para restabelecer a campanha por um Curdistão independente. Em 2017, o Governo Regional do Curdistão iraquiano conduz um referendo pela independência da região que contou com a participação de mais de 3 milhões de votantes, sendo 92% destes favoráveis à independência do Curdistão iraquiano, retomando a pauta nacionalista curda junto ao governo iraquiano.

## Movimentos Curdos em diferentes Estados

### Curdos no Irã
Durante a existência do Império Persa o fator importante para ordem social era a religião e não a etnicidade, assim os curdos, que são majoritariamente muçulmanos, gozavam dos mesmo direitos dos cidadãos eticamente persas. A partir da criação do Estado do Irã, o governo passou a tentar criar um modelo de nacionalidade iraniana a partir da etnia persa iraniana, assim passando a reprimir a expressão de identidades que não se encaixam nesse modelo, o curdos passaram a fazer parte da minoria reprimida, apesar de ainda ter mais direitos que outras minorias que eram não-muçulmanas. Após a revolução, os curdos sunitas perderam cargos no governo, foi restringida a liberdade de expressão e as regiões curdas foram militarizadas em decorrência da guerra contra o Iraque. A língua curda é permitida mas não pode ser ensinada em instituições de ensino.

### Curdos no Iraque
Durante o mandato britânico no Iraque, de 1918 a 1932, as regiões curdas tinham relativa autonomia, o governo iraquiano seguiu as recomendações das Nações Unidas de permitir que os curdos usassem sua língua nas escolas e em locais administrativos, e os curdos deveriam compor a administração da região. Assim que Mossul foi devolvida ao controle do Iraque revoltas separatistas curdas emergiram, iniciando o conflito entre revolucionários curdos e o governo iraquiano que durou décadas.
O tratado de paz de 1970 reconheceu o Iraque como um Estado binacional, em que foi acordado maior autonomia para os curdos, que inclui participação no governo, ensino de curdo nas escolas, e que deveria ser formada uma área curda autogovernada. No entanto, o acordo acabou não sendo cumprido por desconfiança, e falta de colaboração de ambas as partes. No final da década de 1980, sob o governo de Saddam Hussein, houve a expulsão em massa de curdos de algumas regiões do país, substituindo por famílias árabes, deportação para campos de detenção, e destruição de vilarejos. A ofensiva do governo iraquiano sobre os curdos culminou no uso de armas químicas em vilarejos curdos, ato amplamente condenado internacionalmente.

### Curdos na Síria
Durante o mandato francês na Síria, o separatismo de minoria era encorajado pelos franceses, os curdos eram recrutados para se juntar a tropas locais. No pós independência, não houve atritos significativos entre árabes e curdos. No Entanto, as tensões entre árabes e curdos na Síria só se desenvolveram com a união entre a Síria e o Egito sob a República Árabe Unida, o arabismo de Nasser teve sucesso nos seus primeiros anos no governo se espalhou para outros países, assim foi iniciada a opressão contra curdos na Síria. Censos feitos na Síria passaram a considerar cidadãos curdos como estrangeiros, é negada a cidadania, possuir passaporte e identidade, usar a língua curda e celebrar a cultura.

### Curdos na Turquia
Com a consolidação da República da Turquia, o presidente Mustafá Kemal Atatürk queria criar um Estado-Nação nos moldes europeus, logo a expressão da identidade curda começou a ser reprimida, a ideia era de que todos os cidadãos da Turquia deveriam ser turcos, não poderiam mais ser de outra identidade étnica. Iniciou-se uma política de assimilação dos curdos, houve deportações em massa, migração de turcos para regiões de maioria curda, proibição do uso da língua, nomes e manifestações culturais. A situação dos curdos na Turquia só melhorou 25 anos depois, nas primeiras eleições democráticas, foi possível a eleição de curdos para o parlamento, garantindo a melhoria da comunidade. E com a constituição de 1961, foi permitida liberdade de expressão, de imprensa e associação aos curdos.
Com maior liberdade, e com a população espalhada pela Turquia, movimentos nacionalistas curdos se espalharam pelo país. O Partido Democrático Curdo (KDPT) foi fundado na clandestinidade em 1965, ecoando em solidariedade com o movimento nacionalista do Curdistão iraquiano, esse partido tinha pretensões separatistas. Apesar de ter membros curdos no parlamento, eles só poderiam exercer seu cargo caso se considerassem turcos. No entanto, o avanço do movimento nacionalista curdo levou a mais uma vez a volta da repressão e conflitos violentos com a direita turca.
Nos anos 70 o governo turco passou a prender e torturar curdos sob acusação de pertencer a grupos armados, e militarizar regiões curdas. No final da década o Partido dos Trabalhadores do Curdistão (PKK) foi fundado, liderado por Abdullah Öcalan, eles acreditavam que o Curdistão deveria ser um Estado independente e socialista. Assim, o governo turco passou a considerar o PKK como uma ameaça à segurança nacional, perseguindo membros do partido, e adotando medidas mais violentas contra a população curda.

## Estados Curdos notáveis
- Reino do Curdistão (1921-24)
- Curdistão Vermelho (1923-29)
- República de Ararate (1927-31)
- República de Mahabad (1946-47)